# 被稱為孤高之花的英國美少女，成為我的繼妹以後笨拙地依賴我
《被稱為孤高之花的英國美少女，成為我的繼妹以後笨拙地依賴我》是由所创作的日本小说。单行本于2024年4月发行于OVERLAP。

## 剧情介绍
因父亲再婚成了白川贤人的继妹的是高中同学索菲亚·弗洛斯特，是被称为“孤高之花”的金发美少女。不知为何索菲亚对贤人一直保持着冷漠的态度，但当她以家人的身份和贤人一起生活时，却开始笨拙地依赖着他。

## 登場人物
白川贤人
本作主角。高中1年级学生，所属棒球部，是棒球部的捕手。因父亲的再婚而成为索菲亚的哥哥。虽然外表轻浮但实际上毫无恋爱经验。
索菲亚·弗洛斯特 / 白川索菲亚
本作女主角。高中1年级学生。才华与美貌并肩的英国美少女。因母亲的再婚而成为贤人的继妹。害羞时经常会飙英语。由于小时候父亲工作原因来到日本，被人嘲笑外貌和不会说日语而变的不擅长面对他人所以一直保持距离，也因此被称为“孤高之花”。
九条院抚子
高中2年学生。所属棒球部，是棒球部的经理。是个美少女但和索菲亚不同的是她比较和蔼可亲。
黑金柊斗
和贤人一样所属棒球部，是棒球部的主投手。虽然本身是个帅哥，但对女生毫无兴趣，只对棒球感兴趣。
神薙翔太
和贤人一样所属棒球部。是一个开朗的好人。
洁西卡·弗洛斯特
索菲亚的母亲。虽然平常看起来是一个温和的人但生气起来很可怕。
莱利·克拉克
索菲亚的爸爸。前职业棒球选手，也是贤人憧憬的对象。已去世。
龙胆有栖
高中2年级学生。辣妹，因喜欢贤人而霸凌索菲亚后被退学。

## 出版书籍
| 卷数 | OVERLAP       | OVERLAP                | 尖端出版     | 尖端出版               |
| 卷数 | 发售日期      | ISBN                   | 发售日期     | ISBN                   |
| ---- | ------------- | ---------------------- | ------------ | ---------------------- |
| 1    | 2024年4月25日 | ISBN 978-4-8240-0790-2 | 2025年2月6日 | ISBN 978-6-26-403397-8 |
| 2    | 2024年9月25日 | ISBN 978-4-8240-0945-6 | 2025年3月7日 | ISBN 978-6-26-403541-5 |
| 3    | 2025年2月25日 | ISBN 978-4-8240-1081-0 |              |                        |